# 후나쓰촌 (야마나시현)
후나쓰촌(船津村)은 야마나시현 미나미쓰루군에 있던 촌이다. 현재의 후지카와구치코정에 해당한다.

## 역사
- 1889년 7월 1일 - 정촌제 시행에 의해 미나미쓰루군 후나쓰촌이 성립하였다.
- 1956년 9월 30일 - 고다치촌, 가와구치촌, 오이시촌과 합병해 가와구치코정이 성립하여, 동일 후나쓰촌은 폐지되었다.

## 교통

### 철도
- 후지산로쿠 전기철도
  - 가와구치코선

### 도로
- 국도 제137호선
- 국도 제138호선

## 참고문헌
- 角川日本地名大辞典 19 山梨県